# Volksgenosse
Das Wort Volksgenosse (kurz Vg., Vgn.) ist seit 1798 nachweisbar und wurde ursprünglich emphatisch überhöht für „Landsmann“ gebraucht. Mit Beginn des 20. Jahrhunderts wird Volksgenosse auch im Sinne von „Angehöriger einer solidarischen Sozialgemeinschaft“ verwendet. Frühe sektenähnliche völkische Gruppierungen legten dem Begriff die Bedeutung als „Angehöriger der Blutsgemeinschaft“ bei.

## Zeit des Nationalsozialismus

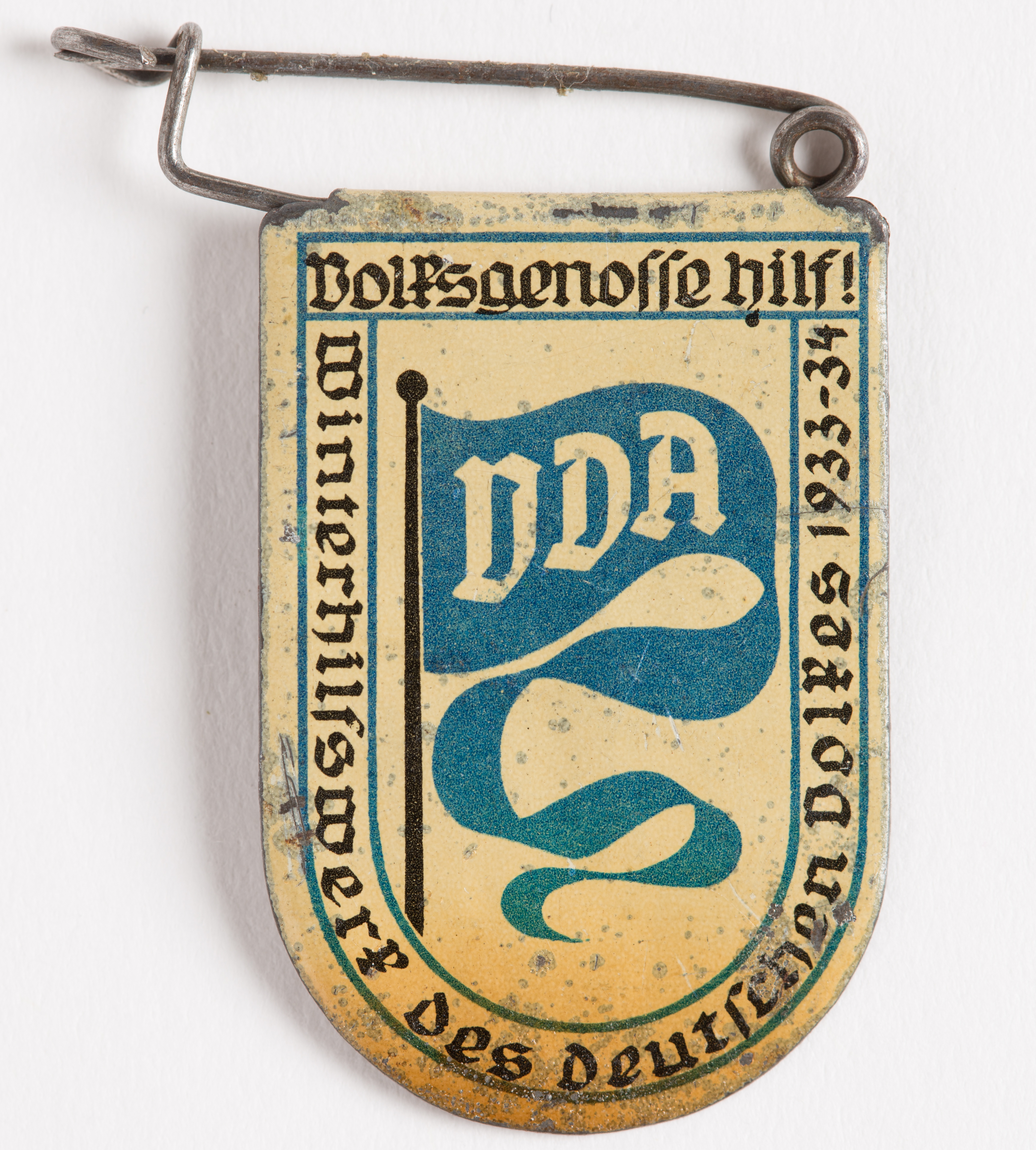
Abzeichen (VDA)

In Punkt 4 des 25-Punkte-Programms der Nationalsozialistischen Deutschen Arbeiterpartei (NSDAP) von 1920 war festgelegt: „Staatsbürger kann nur sein, wer Volksgenosse ist. Volksgenosse kann nur sein, wer deutschen Blutes ist, ohne Rücksichtnahme auf die Konfession. Kein Jude kann daher Volksgenosse sein.“ Der Begriff ist folglich schon zu dieser Zeit semantisch auf seine rassenideologische Komponente eingeschränkt.
Adolf Hitler prägte in seiner 1924 entstandenen Schrift Mein Kampf die Begriffe der „Volks- und Rassegenossen“, sowie des „rassen- und nationalbewußten Volksgenossen“ als Gegenbegriff zu der Anrede „Genossin, Genosse“ in den sozialistischen Organisationen (z. B. SPD, KPD).
Nach 1933 wurde Volksgenosse zum viel gebrauchten Schlagwort im Dritten Reich, mit dem Reden und Kundgebungen eingeleitet wurden. Es war eine gleichgeschaltete Anrede für alle Mitglieder der Volksgemeinschaft, wobei alle im Sinne der Ideologie Artfremden durch den Begriff ausgegrenzt wurden. Nur wer gemäß der Rassenlehre reinen Blutes war, konnte auch Volksgenosse sein. Im nationalsozialistischen Sprachgebrauch verschmolzen die drei oben genannten Akzentuierungen. Dabei stand der rassische Aspekt im Vordergrund: der Begriff schloss „nicht-deutschblütige“ Bürger von vorneherein aus. Auch Bevölkerungsgruppen, die als „Asoziale“ oder „Behinderte“ definiert wurden, galten nicht als Volksgenossen. An den Gemeinsinn der Volksgenossen wurde zum Beispiel bei Sammlungen zum Winterhilfswerk appelliert.
Der Begriff Volksgenosse bezeichnete nach Vorstellung der Nationalsozialisten die Angehörigen „deutschen Blutes“. In den frühen Jahren des NS-Regimes galten auch Slawen als Angehörige eines dem deutschen „artverwandten Blutes“, aber bereits mit den sogenannten Polen-Erlassen vom 8. März 1940 und spätestens durch eine Geheime Anordnung des RFSS und RKF Heinrich Himmler vom 23. März 1942 erfolgte dann die „klare Abgrenzung der nichtgermanischen Völker, insbesondere der Slawen und der Fremdarbeiter“, von „aus rassischen Gründen als eindeutschungsfähig anzusehenden Angehörigen nichtgermanischer Völker“. Eine verbindliche Definition gab es nicht. Zwar griffen Vorstellungen von der Zugehörigkeit zum deutschen Volk traditionell auf ethnische, kulturelle und konfessionelle Gemeinsamkeiten zurück, gleichwohl aber wurde eine Sonderstellung der übrigen „germanischen Völker“ gegenüber den Deutschen bekräftigt, indem die Skandinavier, Niederländer und Flamen – als Angehörige derselben Rassenfamilie – auf lange Sicht „geistig in die Reichseinheit und biologisch in einen gemeinsamen Blutskörper mit dem deutschen Volk“ überführt werden sollten. Das frühere deutsche Staatsangehörigkeitsrecht von 1913 griff grundsätzlich auf das ius sanguinis zurück und legte damit die Vererbbarkeit der Staatsangehörigkeit fest. Es kannte allerdings die „blutsbezogenen“ biologischen Rassevorstellungen nicht, die die Nationalsozialisten mit den Rassegesetzen 1935 einführten und mit der Volkszugehörigkeit eng verzahnten; das Reichs- und Staatsangehörigkeitsgesetz (RuStAG) wurde hierfür formell nicht geändert.
Parteigenosse war als Gegenbegriff zu der Anrede in SPD und KPD das Erkennungswort z. B. in Schreiben an Behördenmitarbeiter, mit dem sich der Absender als NSDAP-Mitglied auf gesonderte Vorzugsbehandlung berief. Umgangssprachlich waren das die „Pgs“.

## Nach 1945

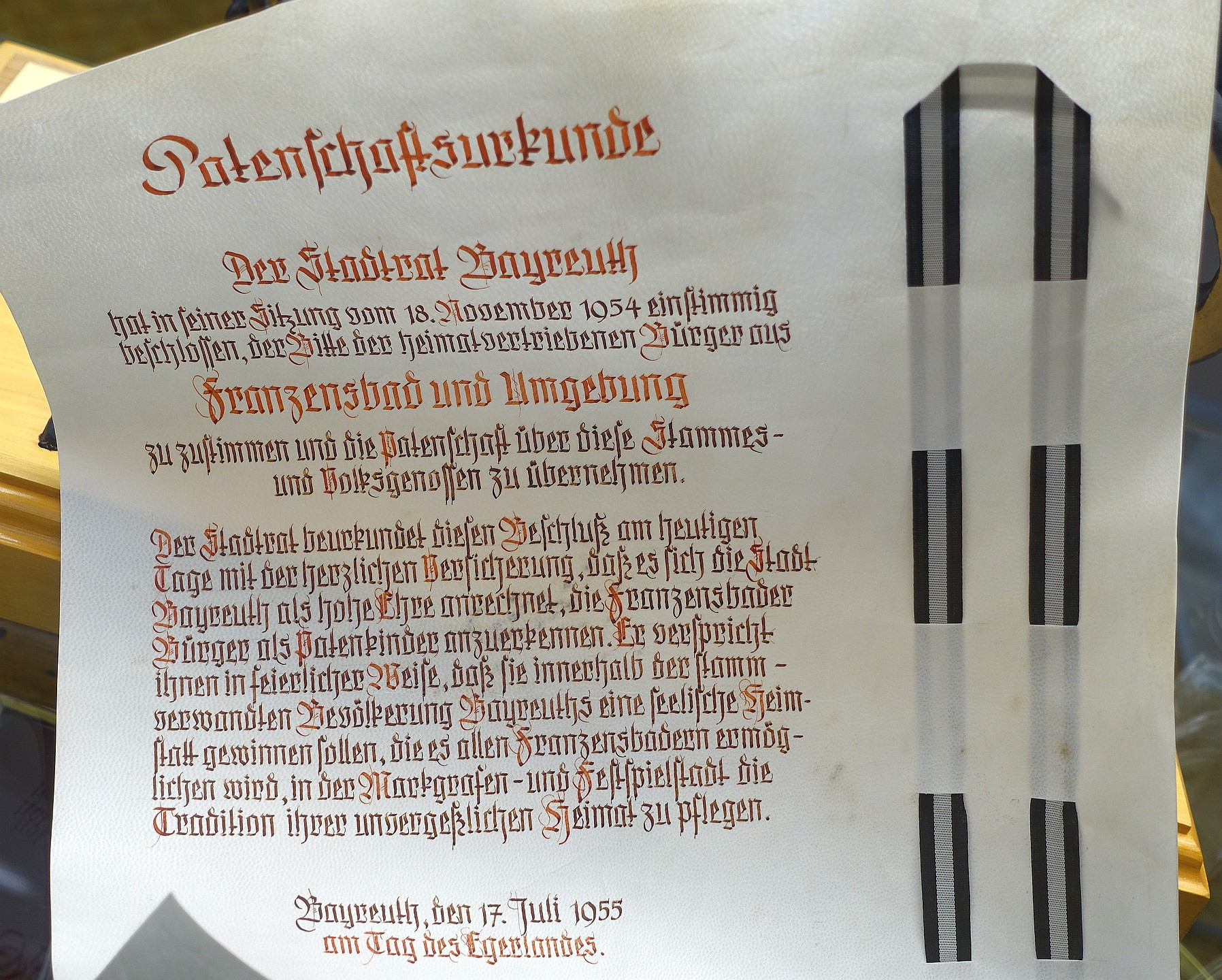
Patenschaftsurkunde des Stadtrats Bayreuth aus dem Jahr 1955 für die vertriebenen „Stammes- und Volksgenossen“ aus Franzensbad

Als „Kennwort des Nationalsozialismus“ wird „Volksgenosse“ spätestens seit der Jahrtausendwende im Sprachgebrauch gemieden.